# Alzira (Spagna)
Alzira (in valenzano Alzira, in lingua spagnola Alcira) è un comune spagnolo di 44 690 abitanti situato nella comunità autonoma Valenciana.

## Geografia
È il capoluogo della Ribera Alta, una comarca conosciuta per la sua produzione di arance e riso, ma è anche un importante centro industriale (carta, chimica, alimenti) e di servizi.

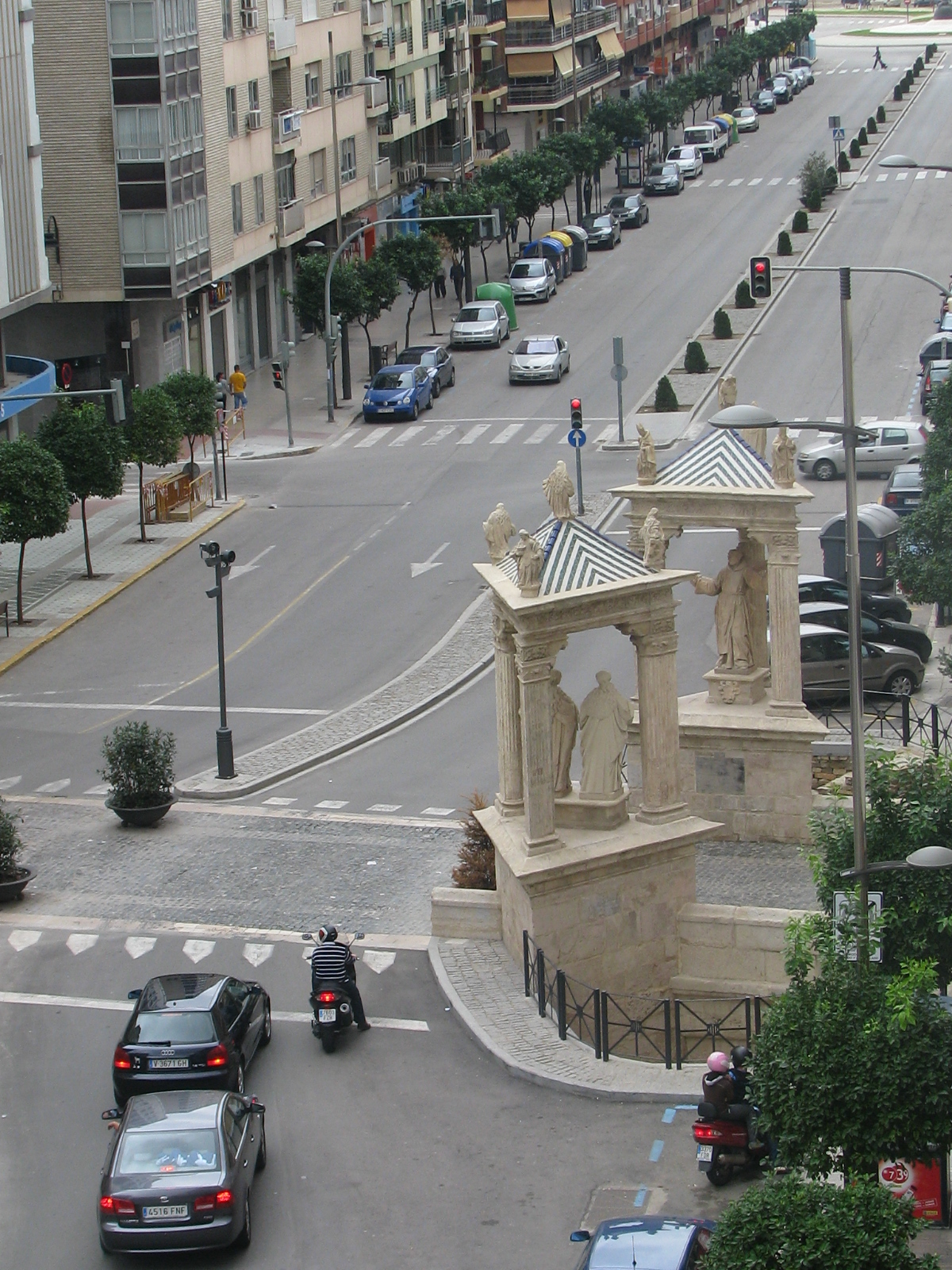
Avenida Santos Patronos con il monumento del XVIII secolo al centro